# Öijwinds
Öijwinds var ett svenskt dansband, som bildades 1960 i Karlstad under namnet Öijwinds kvintett. 

## Medlemmar
- Öijwind Karlsson, 1937–1984 på dragspel och vibrafon
- Håkan Werling, på gitarr och saxofon
- Sören Jonsson, 1929–1990 på gitarr och bas
- Bruno Olsson, 1932–1975 på bas, gitarr och saxofon
- Per-Åke Edqvist, 1925–1985 på trummor

## Biografi

### 1960-talet
Från början var det en rent instrumental grupp, men 1963 tillkom Lars "Snaggen" Söderström på sång och bas, och 1965 sångaren Leif Näslund, vilken 1967 ersattes av Stefan Borsch, som senare gick till Vikingarna
Öijwinds största framgång som sådan var en instrumentalversion av Thore Skogmans Fröken Johansson och jag, som lyckades ta sig upp på tio i topp i början av sextiotalet. Öijwinds låg som instrumentalgrupp åt "taggtråds-gitarr-hållet". De behöll denna karaktär även med Lars "snaggen" Söderström som sångare.
På skivmärket Philips spelade gruppen sedan in följande EP-skivor 1962–1965:
1962: Instrumental-EP med originaluppsättningen:
Torparevisan, Min soldat,
Gånglåt från Mockfjärd, Crele Jazz
Med Lars"snaggen"Söderström på sång och bas hade gruppen en framgångsrik period, Sören Johansson hade slutat:
1963:
Det var dans bort i vägen (1 vecka på svensktoppen), Hässlebysteppen (instrumental),
Linnéa Gårdsmusikanter (instrumental)
1963:
Det sjunger ibland tallarna (3 veckor på svensktoppen), Nattens melodi,
Girls, Shanghai
1964:
Fryksdalsdans no2 (en vecka på svensktoppen, plats 3), När bröllopsklockor ringa,
Very very welcome home Mr Swanson, Lille klumpedump (testades för svensktoppen, plats 15)
Per-Åke Edqvist slutade och ersattes av Lars "laken" Karlsson som förutom trummor spelade trombon.
På nästa skiva medverkade kören från Ingesunds musikhögskola, där Lars "snaggen" Söderström studerade.
1965:
Anna Stina, Timmerman, Lille Per på vandringsfärd, Godnatt min vän
Lars "snaggen" Söderström slutade och började som musiklärare. Han ersattes av Leif Näslund.
Bandet fick nu helt karaktären av dansband.
1966:
Å sköna sommar (testades för svensktoppen, men kom inte in på listan), Vinden drar, skeppet far,
10.000 mil härifrån, Else-Lill
1966:
Vi ska le vi ska sjunga, Bland dalar och berg
Gruppen utökades med ytterligare en medlem på orgel
1967:
Låt mig gå, Torka bort dina tårar

### Från 1970-talet till slutet
I slutet av 1960-talet slutade Bruno Olsson, som blivit bandets kapellmästare, sitt jobb som dammsugarförsäljare för att satsa på Öijwinds och dansbandsmusiken på heltid. Medlemmar kom och gick. Bandet fick Pelle Nilsson i Kristinehamn som sin manager, spelningarna blev allt fler och så småningom skrevs också ett skivkontrakt med bolaget Tyfon i Stockholm.
Den första LP:n på det nya bolaget, döpt till 1:an, kom 1974. Medlemmar var då, förutom Bruno Olsson, Bosse Samuelsson, sång och trumpet, Christer Gutborn, bas, Leif Andersson, trummor och Bosse Rhodén, orgel, piano och dragspel.
Bandet var åter en gång på väg att ombildas med nya medlemmar hösten 1975, då motorn Bruno Olsson hastigt avled. Den enda kvarvarande medlemmen från "gamla" Öijwinds, Bosse Rhodén, bestämde tillsammans med de nya musikanterna att driva bandet vidare utan sin legendariske kapellmästare. Öijwinds orkester fortsatte som ett kollektiv i ytterligare fem år fram till 1980. Under den tiden hann bandet med cirka 200 spelningar per år samt två LP-produktioner: Sången till dej (1976) och Snart är du här igen (1978).
Åren 1985–1990 gjordes ett nytt försök att driva bandet av sångaren och trummisen Peter Forslund, som tidigare varit medlem i orkestern ett par år på 1970-talet, men sedan lades bandet ned. 1988 spelade man dock in en musikkassett med numret WTMC 8813  på skivetiketten WTM med namnet "Varje liten sekund", samt en singelskiva med två spår från kassetten.